# Baïkalskoïe
Baïkalskoïe (en russe : Байка́льское) est un village de la république Bouriatie, dans le raïon du Nord-Baïkal en Russie. Sa population s'élevait à 562 habitants en 2022. Le village forme la municipalité de Baïkal-Evenki, et il tire son nom du lac Baïkal qu'il borde.

## Géographie

### Caractéristiques
Le village de Baïkalskoïe, d'une superficie de 120 hectares, se situe en Bouriatie, dans le raïon du Nord-Baïkal, en Sibérie orientale. Il est distant de 4 381 km Moscou, se situe à 32 km au sud de Severobaïkalsk, localité la plus proche, à 55 km de Nijnéangarsk, centre administratif du raïon, et à 404 km au nord d'Oulan-Oudé, la capitale du sujet.
Baïkalskoïe se situe sur un petit plateau au bord du lac Baïkal, sur sa rive nord-ouest. Au nord du village se situe le cap Loudar, appelé cap Kamen par les locaux (littéralement cap « pierre »), et à l'ouest on trouve les piedmonts des monts Baïkal. La localité se situe à l'embouchure de la rivière Rel, qui prend source dans les monts Baïkal, en traversant la vallée du même nom que la rivière sur 50 km. À l'embouchure du Rel, la rivière se divise en 2 branches, et un petit marécage borde le lac ainsi qu'une plage. Dans les limites du village se trouve aussi l'ensemble du ruisseau Talaïa, long de 2 km, de sa source au lac, ainsi que l'embouchure de la rivière Goremyka, longue de 10,1 kilomètres.
Les collines entourant le village sont recouvertes de forêts de pins et de mélèzes de Sibérie, sauf dans le nord du village qui s'ouvre sur une grande clairière recouvrant le cap Loudar. Au nord du village se situe une montagne, haute de 784 mètres (329 mètres de différence avec le lac) avec quasi aucune forêt formant le cap Loudar. À la limite sud du village se trouve le Talaïa, haut de 524 mètres (soit 74 mètres au-dessus du Baïkal) qui forme le petit cap Bélia (littéralement le cap « blanc »).

### Climat
Le climat du village est fortement continental, avec un mois le plus froid qui est janvier, et le plus chaud qui est juillet. Les étés sont chauds et courts, les hivers froids et longs. La température minimale absolue fut de -47°C, la plus haute de 35°C. Les précipitations ont surtout lieu sur la période avril-octobre, avec 297 mm de précipitations, contre 80 mm de novembre à mars. Les vents viennent du nord-est l'hiver, et du sud l'été avec l'anticyclone de Sibérie dans les deux cas.
| Mois                                      | jan.  | fév.  | mars  | avril | mai | juin | jui. | août | sep. | oct. | nov.  | déc.  | année |
| ----------------------------------------- | ----- | ----- | ----- | ----- | --- | ---- | ---- | ---- | ---- | ---- | ----- | ----- | ----- |
| Température minimale moyenne (°C)         | −19,7 | −20,8 | −16,4 | −7,3  | 0,9 | 8,5  | 12,1 | 12,1 | 6,1  | −1,3 | −12,3 | −18,8 |       |
| Température moyenne (°C)                  | −15,6 | −15,4 | −9,2  | −0,8  | 5,6 | 14,2 | 16,6 | 16,3 | 10,2 | 2,6  | −8    | −15,1 |       |
| Température maximale moyenne (°C)         | −14,4 | −14,4 | −7,7  | 0,4   | 6,3 | 14,8 | 17,4 | 17   | 10,9 | 3,1  | −7    | −14,1 |       |
| Nombre de jours avec ensoleillement ≥ 1 h | 9     | 9     | 4     | 4     | 5   | 3    | 7    | 10   | 11   | 7    | 11    | 6     |       |
| Nombre de jours avec précipitations       | 0     | 0     | 0     | 0     | 9   | 18   | 15   | 8    | 7    | 1    | 0     | 0     | 50    |
| Humidité relative (%)                     | 85    | 86    | 82    | 79    | 66  | 65   | 71   | 68   | 62   | 62   | 69    | 74    |       |
| Nombre de jours avec neige                | 7     | 5     | 11    | 1     | 0   | 0    | 0    | 0    | 0    | 0    | 11    | 4     | 39    |

| Diagramme climatique                                  |              |             |           |          |           |            |          |           |           |           |              |
| J                                                     | F            | M           | A         | M        | J         | J          | A        | S         | O         | N         | D            |
| −14,4−19,780                                          | −14,4−20,880 | −7,7−16,480 | 0,4−7,380 | 6,30,980 | 14,88,580 | 17,412,180 | 1712,180 | 10,96,180 | 3,1−1,380 | −7−12,380 | −14,1−18,880 |
| Moyennes : • Temp. maxi et mini °C • Précipitation mm |              |             |           |          |           |            |          |           |           |           |              |

## Histoire

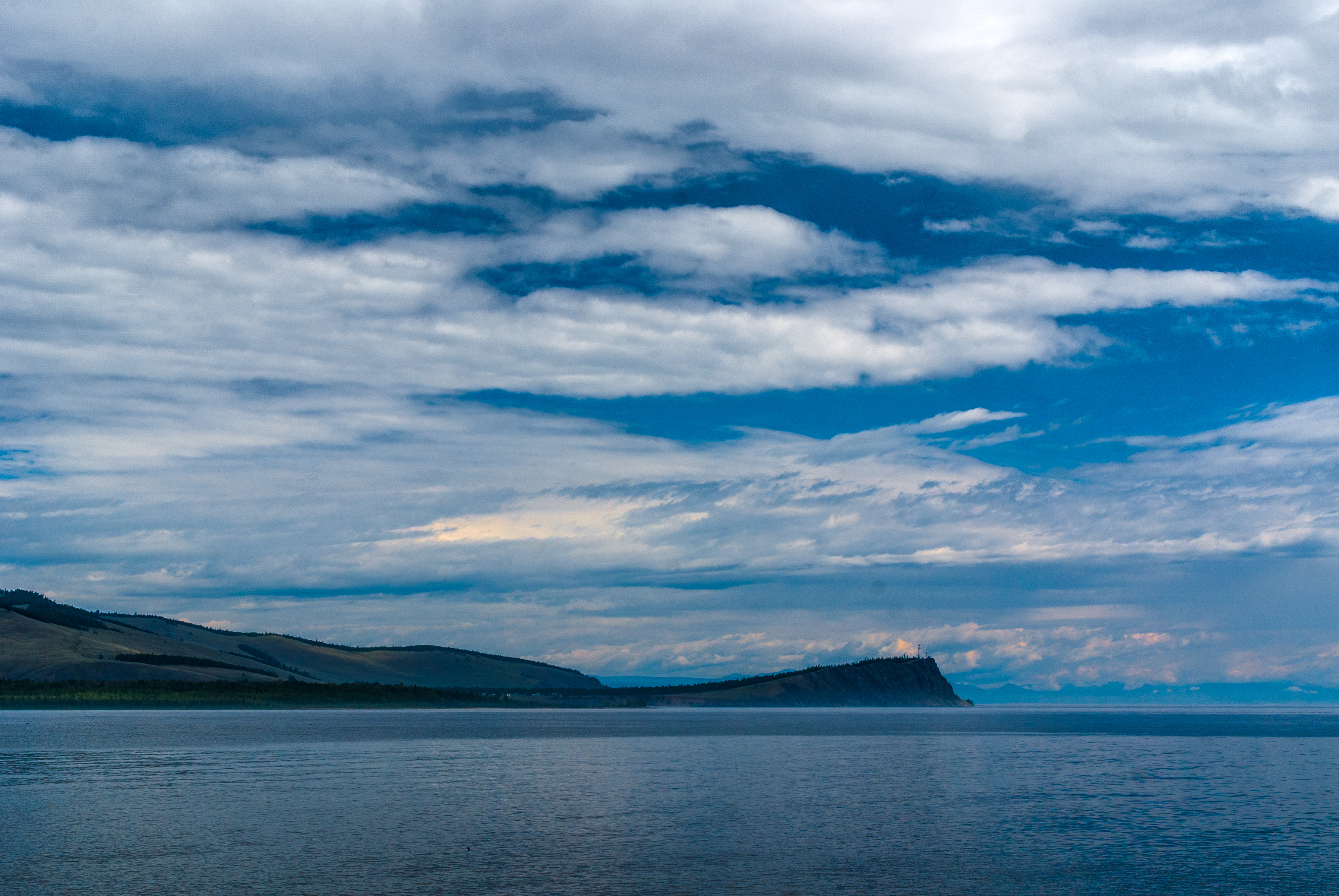
Cap Loudar. Des maisons sont distinguables au centre de l'image.

Le peuplement du site remonte à l'antiquité, avec des pétroglyphes et peintures rupestres retrouvées dans des grottes du cap Loudar. La région fut peuplée ensuite par les Kourikans (en), un peuple turco-tiele, puis par les Evenks. Les Kourikans laissèrent des enclos au cap Loudar, encore visibles, témoignant d'un élevage de bétail au Moyen-Âge. 

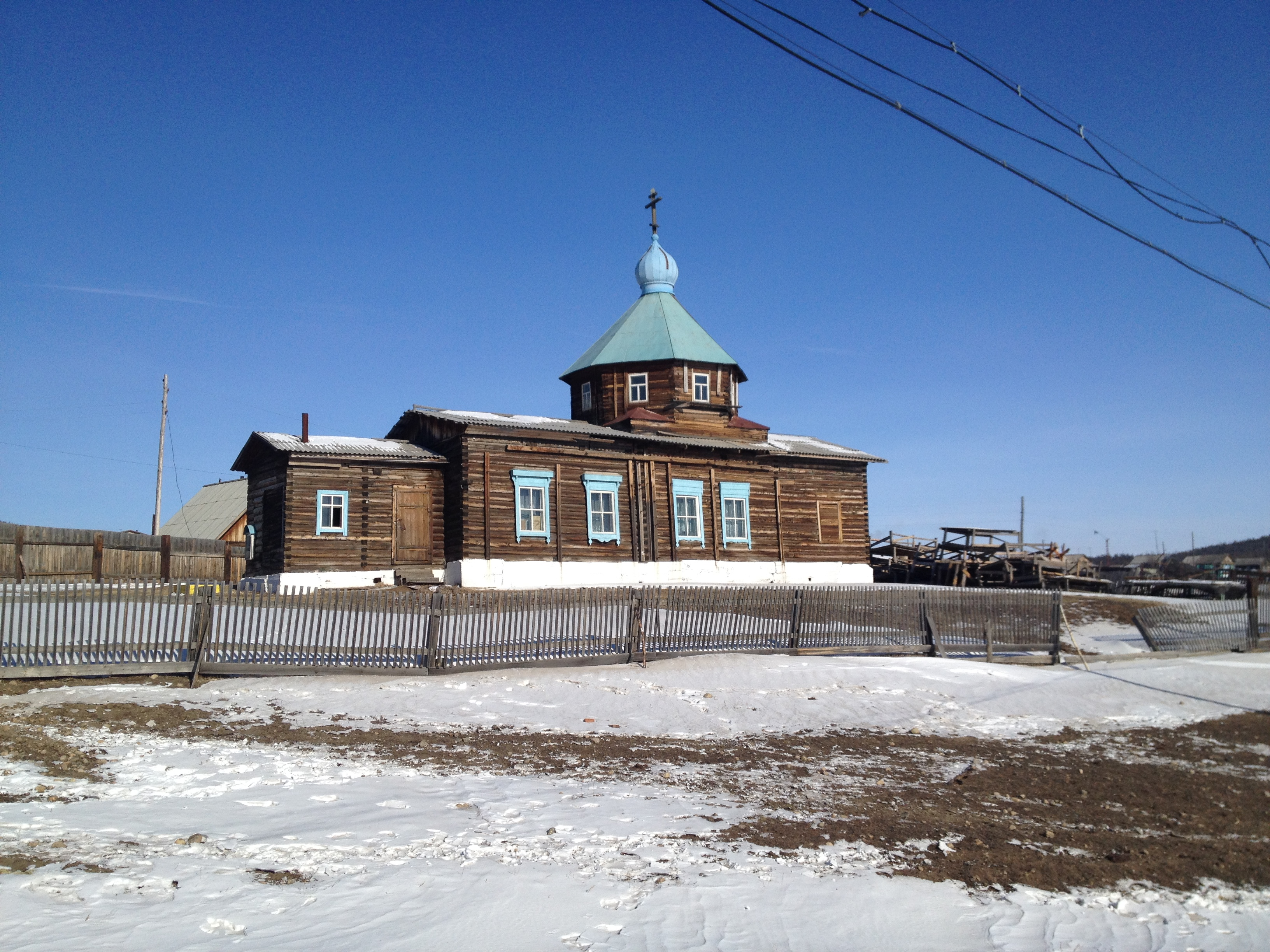
Église orthodoxe.

Au XVIIe siècle, des clans venus de l'île d'Olkhon, des Bouriates, s'installèrent dans la région.
Les Russes arrivèrent sur le territoire au XVIIe siècle, construisant les premières maisons, et fondant le village de Goremykino. Les premiers russes seraient arrivés après l'échouage de leur navire sur la côte. Au XIXe siècle, deux villages existaient; ceux de Letniki (à l'endroit du village actuel) et de Talaïa (au niveau du mont Talaïa, de l'autre côté du Rel). Les habitations étaient alors des huttes et des yourtes, peuplées par des Russes, Bouriates et Evenks. Ces villages se sont regroupés sous le nom de Goremyka à la fin du XIXe siècle, et les populations pratiquaient alors la pêche, la chasse (surtout de phoques du Baïkal), l'agriculture, et l'élevage.
Durant l'époque soviétique, une ferme collective nommée « Podeba » fonctionnait, ainsi qu'un aérodrome, aujourd'hui hors service. Le 15 juillet 1942, par le décret du Présidium du Soviet suprême de la RSFSR, le village fut renommé Baïkalskoïe.
Aujourd'hui, le village vit de la pêche et du tourisme.

## Démographie
La majorité de la population est russe, mais une partie de la population est soit Bouriate soit Evenk.
Recensements et estimations de la population,
| 2002* | 2010* | 2012 | 2013 | 2014 | 2015 | 2016 | 2017 |
| ----- | ----- | ---- | ---- | ---- | ---- | ---- | ---- |
| 719   | 675   | 659  | 649  | 662  | 660  | 655  | 638  |

| 2018 | 2019 | 2020 | 2021* | 2022 | - | - | - |
| ---- | ---- | ---- | ----- | ---- | - | - | - |
| 627  | 608  | 600  | 594   | 562  | - | - | - |

## Économie

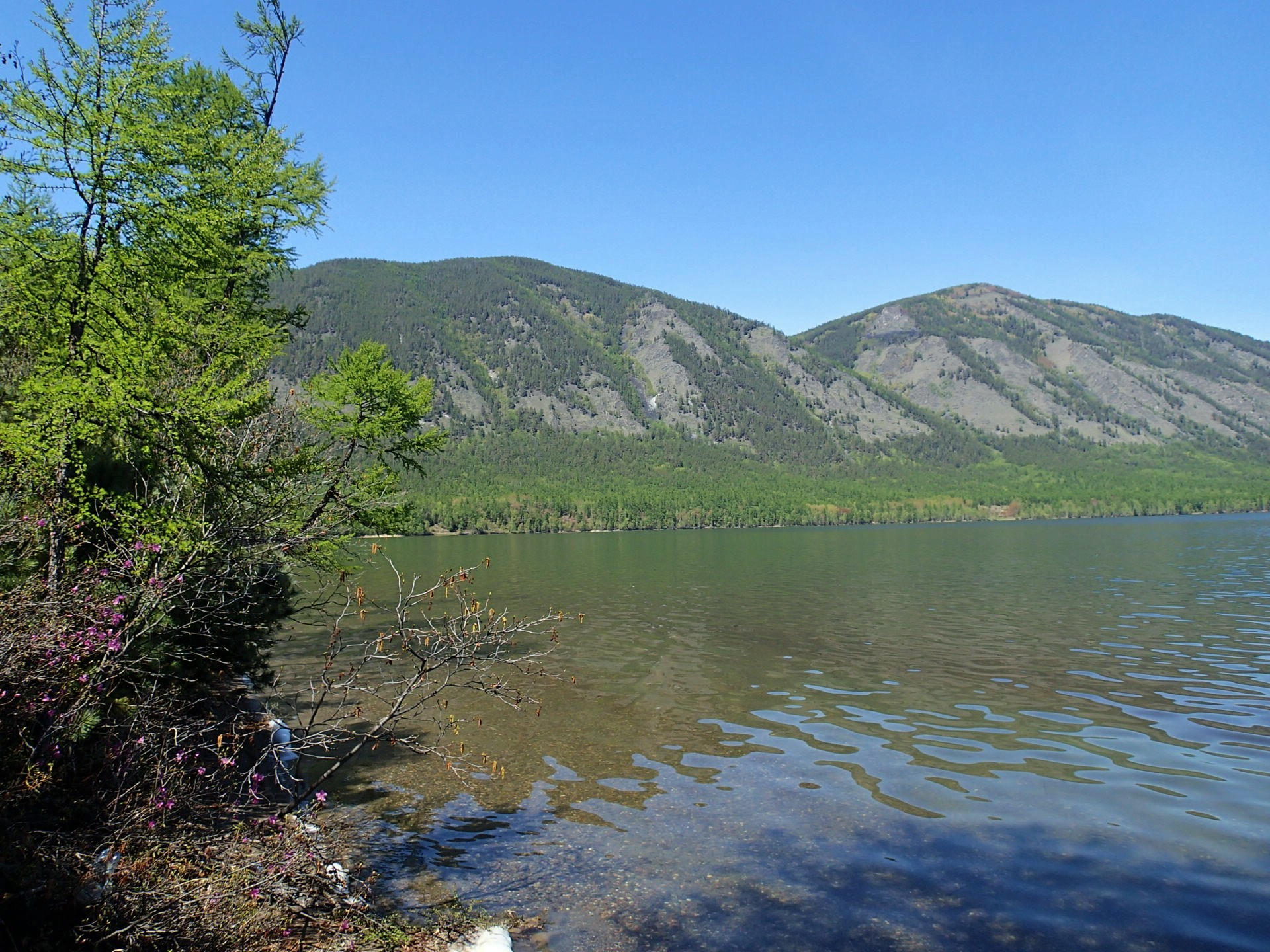
Grand lac de la Slioudianka.

Le village vit de la pêche, du tourisme et de l'agriculture avec des cultures de pommes de terre et de légumes et de la sylviculture avec 2 scieries. Le village possède un élevage de bovins de 60 têtes, d'un atelier de fourrures, d'une usine laitière et d'une ferme à chevaux.
De Baïkalskoïe part une piste de 60 km vers le cap Kotelnikovski et ses sources thermales, avec de l'eau jusqu'à 81°C, mais aussi en été un chemin vers le mont Tcherski et vers les cascades de la rivière Kouroukoula.
En été, un hydroptère font la liaison avec le cap Kotelnikovski.
Le village est relié au réseau routier russe via la route Baïkalskoïe — Severobaïkalsk, longue de 40 kilomètres. À partir de Severobaïkalsk, la 81K-041 mène à Nijnéangarsk sur 22 kilomètres et la 81K-030 va vers Okounaïski, dans l'oblast d'Irkoutsk. Sur la route Baïkalskoïe à Severobaïkalsk existe deux fois par jour un bus régional. La gare la plus proche est celle de Severobaïkalsk sur le BAM et l'aéroport le plus proche est celui de Nijnéangarsk. 
Le cap Loudar permet d'admirer le Baïkal, avec un sentier qui le relie au village. Au nord du village se trouvent les lacs de la Sloudianka (une rivière), où se trouve un base de loisir avec une plage.  
Le village dispose d'un dispensaire, d'un bureau de poste, de commerces et de gîtes et campings. Il y a une école maternelle avec 20 enfants et une secondaire avec 62 élèves. Il y a aussi une bibliothèque et une centrale thermique pour l'électricité. L'été, des balades en chevaux peuvent être faites.